# Dominik Kahun
Dominik Kahun (né le 2 juillet 1995 à Planá u Mariánských Lázní, allemand Plan bei Marienbad, en République tchèque) est un joueur professionnel allemand de hockey sur glace. Il évolue au poste de centre.

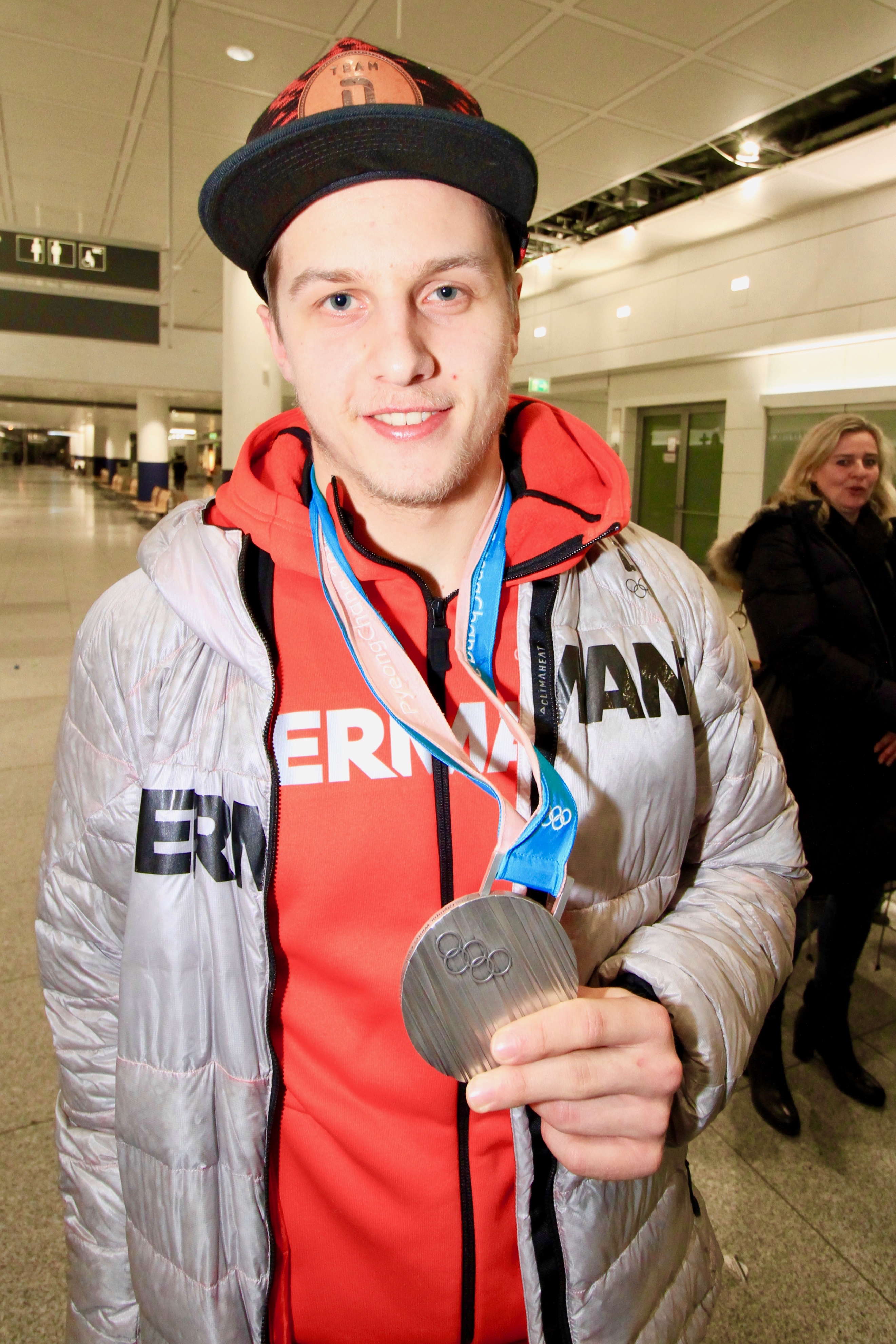
Kahun avec sa médaille d'argent olympique en 2018.

## Biographie
Né à Planá u Mariánských Lázních it faisait ses premiers pas sur glace dans la salle de glace à Mariánské Lázně. En age de petit écolier il déménagait avec sa měre en Allemagne. Le commencement de sa carriěre sur glace en Allemagne etait dans la section junior du club 1er EV Weiden où il jouait pendant deux années. Aprěs, il allait jouer à Plzeň (Pilsen CZE) dans la section junior du HC Plzeň 1929, pour une saison. En 2008 il devient le membre du centre de formation des Jungadlers Mannheim. Ici il compte parmi les joueurs les plus performant. Il est le meilleur marqueur de la Bundesliga scolaire lors de la saison 2010/11 (en 35 matchs il marque 237 fois) et il remporte le titre de champion de sa catégorie d'âge pendant trois saisons, 2009, 2010 et 2011.
Lors de la saison 2011/12, Kahun a joué avec les Jungadlers Mannheim dans la plus haute ligue allemande de hockey sur glace junior, la DNL, et a également remporté le titre avec les Jungadlers. Il a de nouveau été le meilleur marqueur de la saison avec 57 points en 36 matchs. Avec Leon Draisaitl, il est considéré depuis comme l'un des plus grands talents du hockey sur glace allemand. Avant la saison 2012/13, Kahun a attiré l'attention des recruteurs nord-américains. Les Sudbury Wolves l'ont sélectionné en 39e position lors du deuxième tour du CHL Import Draft[1]. Kahun a terminé sa première saison en Amérique du Nord avec 40 points en 58 matchs. En outre, il a remporté avec les Sudbury Wolves en 2012 la Junior Club World Cup, un tournoi international de jeunes joueurs pour les équipes de club[2].
Pour la saison 2014/15, Kahun a rejoint le EHC Red Bull Munich. Il était en outre autorisé à jouer pour le partenaire de coopération de Munich en DEL2, le SC Riessersee, à partir de septembre 2014 grâce à une licence de promotion. Mais il s'est rapidement imposé à Munich et, au cours des quatre années suivantes, il est devenu titulaire et l'un des principaux marqueurs de l'équipe, remportant trois fois de suite le championnat allemand entre 2016 et 2018.
Il remporte la médaille d'argent avec l'équipe nationale d'Allemagne lors des Jeux olympiques d'hiver de 2018 à Pyeongchang en Corée du Sud.
Le 21 mai 2018, il signe un contrat de deux ans avec les Blackhawks de Chicago de la Ligue nationale de hockey (LNH).
Le 15 juin 2019, il est échangé aux Penguins de Pittsburgh avec un choix de 5e tour en 2019 contre le défenseur Olli Maatta.
Le 24 février 2020, il passe des Penguins aux Sabres de Buffalo en retour de Conor Sheary et Evan Rodrigues.

## Statistiques

### En club

#### Championnat
| Saison     | Équipe                 | Ligue      |     | Saison régulière | Saison régulière | Saison régulière | Saison régulière | Saison régulière |   | Séries éliminatoires | Séries éliminatoires | Séries éliminatoires | Séries éliminatoires | Séries éliminatoires |
| Saison     | Équipe                 | Ligue      | PJ  | B                | A                | Pts              | Pun              | PJ               | B | A                    | Pts                  | Pun                  |                      |                      |
| 2012-2013  | Wolves de Sudbury      | LHO        | 58  | 13               | 27               | 40               | 8                | 9                | 1 | 5                    | 6                    | 4                    |                      |                      |
| 2013-2014  | Wolves de Sudbury      | LHO        | 43  | 9                | 22               | 31               | 8                | 5                | 1 | 1                    | 2                    | 0                    |                      |                      |
| 2014-2015  | EHC Munich             | DEL        | 33  | 4                | 2                | 6                | 8                | 4                | 0 | 1                    | 1                    | 0                    |                      |                      |
| 2014-15    | SC Riessersee          | DEL2       | 12  | 7                | 8                | 15               | 0                | -                | - | -                    | -                    | -                    |                      |                      |
| 2015-2016  | EHC Munich             | DEL        | 42  | 12               | 22               | 34               | 2                | 14               | 3 | 9                    | 12                   | 4                    |                      |                      |
| 2016-2017  | EHC Munich             | DEL        | 40  | 11               | 19               | 30               | 6                | 14               | 2 | 9                    | 11                   | 0                    |                      |                      |
| 2017-2018  | EHC Munich             | DEL        | 42  | 12               | 29               | 41               | 2                | 17               | 4 | 10                   | 14                   | 2                    |                      |                      |
| 2018-2019  | Blackhawks de Chicago  | LNH        | 82  | 13               | 24               | 37               | 6                | -                | - | -                    | -                    | -                    |                      |                      |
| 2019-2020  | Penguins de Pittsburgh | LNH        | 50  | 10               | 17               | 27               | 8                | -                | - | -                    | -                    | -                    |                      |                      |
| 2019-2020  | Sabres de Buffalo      | LNH        | 6   | 2                | 2                | 4                | 0                | -                | - | -                    | -                    | -                    |                      |                      |
| 2020-2021  | Oilers d'Edmonton      | LNH        | 48  | 9                | 6                | 15               | 2                | 2                | 0 | 0                    | 0                    | 0                    |                      |                      |
| 2021-2022  | CP Berne               | NL         | 42  | 16               | 28               | 44               | 29               | -                | - | -                    | -                    | -                    |                      |                      |
| 2022-2023  | CP Berne               | NL         | 23  | 4                | 17               | 21               | 4                | 9                | 6 | 3                    | 9                    | 2                    |                      |                      |
| 2023-2024  | CP Berne               | NL         | 47  | 15               | 35               | 50               | 6                | 7                | 0 | 1                    | 1                    | 0                    |                      |                      |
| 2024-2025  | CP Berne               | NL         | 24  | 2                | 7                | 9                | 4                | -                | - | -                    | -                    | -                    |                      |                      |
| 2024-2025  | Lausanne HC            | NL         | 4   | 0                | 1                | 1                | 0                | 19               | 3 | 8                    | 11                   | 0                    |                      |                      |
| Totaux DEL | Totaux DEL             | Totaux DEL | 157 | 39               | 72               | 111              | 18               | 49               | 9 | 29                   | 38                   | 6                    |                      |                      |
| Totaux LNH | Totaux LNH             | Totaux LNH | 186 | 34               | 49               | 83               | 16               | 2                | 0 | 0                    | 0                    | 0                    |                      |                      |
| Totaux NL  | Totaux NL              | Totaux NL  | 140 | 37               | 88               | 125              | 43               | 35               | 9 | 12                   | 21                   | 2                    |                      |                      |

#### Tournoi
| Saison    | Équipe     | Compétition         |   | PJ | B | A | Pts | Pun          |  | Résultat |
| 2015-2016 | EHC Munich | Ligue des Champions | 6 | 2  | 3 | 5 | 0   | Premier tour |  |          |
| 2016-2017 | EHC Munich | Ligue des Champions | 5 | 1  | 3 | 4 | 0   | Premier tour |  |          |
| 2017-2018 | EHC Munich | Ligue des Champions | 6 | 1  | 1 | 2 | 0   | Premier tour |  |          |

### En équipe nationale
| Année     | Équipe        | Compétition                      |    | PJ | B | A | Pts | Pun               |  | Résultat |
| 2011-2012 | Allemagne U17 | Défi mondial des moins de 17 ans | 5  | 0  | 2 | 2 | 0   | 9e place          |  |          |
| 2012      | Allemagne U18 | Championnat du monde U18         | 6  | 1  | 2 | 3 | 0   | 6e place          |  |          |
| 2013      | Allemagne U18 | Championnat du monde U18         | 5  | 3  | 4 | 7 | 4   | 8e place          |  |          |
| 2013      | Allemagne U20 | Championnat du monde junior      | 6  | 0  | 3 | 3 | 4   | 9e place          |  |          |
| 2014      | Allemagne U20 | Championnat du monde junior      | 7  | 4  | 3 | 7 | 0   | 9e place          |  |          |
| 2015      | Allemagne U20 | Championnat du monde junior      | 6  | 0  | 1 | 1 | 0   | 10e place         |  |          |
| 2015-2016 | Allemagne     | Deutschland Cup                  | 3  | 1  | 0 | 1 | 0   | 1re place         |  |          |
| 2016      | Allemagne     | Championnat du monde             | 7  | 1  | 3 | 4 | 2   | 7e place          |  |          |
| 2017      | Allemagne     | Championnat du monde             | 8  | 2  | 5 | 7 | 0   | 8e place          |  |          |
| 2017-2018 | Allemagne     | Deutschland Cup                  | 3  | 0  | 3 | 3 | 0   | 3e place          |  |          |
| 2018      | Allemagne     | Jeux olympiques                  | 7  | 2  | 3 | 5 | 2   | Médaille d'argent |  |          |
| 2018      | Allemagne     | Championnat du monde             | 7  | 1  | 2 | 3 | 0   | 11e place         |  |          |
| 2019      | Allemagne     | Championnat du monde             | 8  | 1  | 4 | 5 | 0   | 6e place          |  |          |
| 2021      | Allemagne     | Championnat du monde             | 5  | 0  | 3 | 3 | 0   | 4e place          |  |          |
| 2022      | Allemagne     | Jeux olympiques                  | 4  | 1  | 2 | 3 | 0   | 10e place         |  |          |
| 2023      | Allemagne     | Championnat du monde             | 10 | 1  | 6 | 7 | 0   | Médaille d'argent |  |          |
| 2024      | Allemagne     | Championnat du monde             | 8  | 3  | 1 | 4 | 0   | 6e place          |  |          |

## Trophées et honneurs personnels

### DEL
- Champion d'Allemagne 2016, 2017 et 2018 avec le EHC Munich.

### Ligue nationale A/National League
- Joueur ayant comptabiliser le plus d'aides lors de la saison 2023-2024 (35).

### Équipe nationale
- Désigné comme étant un des 3 meilleurs joueurs de sa sélection nationale lors du Championnat du monde U18 2013.
- Médaillé d'Argent lors des Jeux olympiques de 2018.
- Médaillé d'Argent lors du Championnat du monde de 2023.